# 일본의 애니메이션 산업
일본의 애니메이션 산업은 일본의 애니메이션과 관련된 산업이다.

## 개요

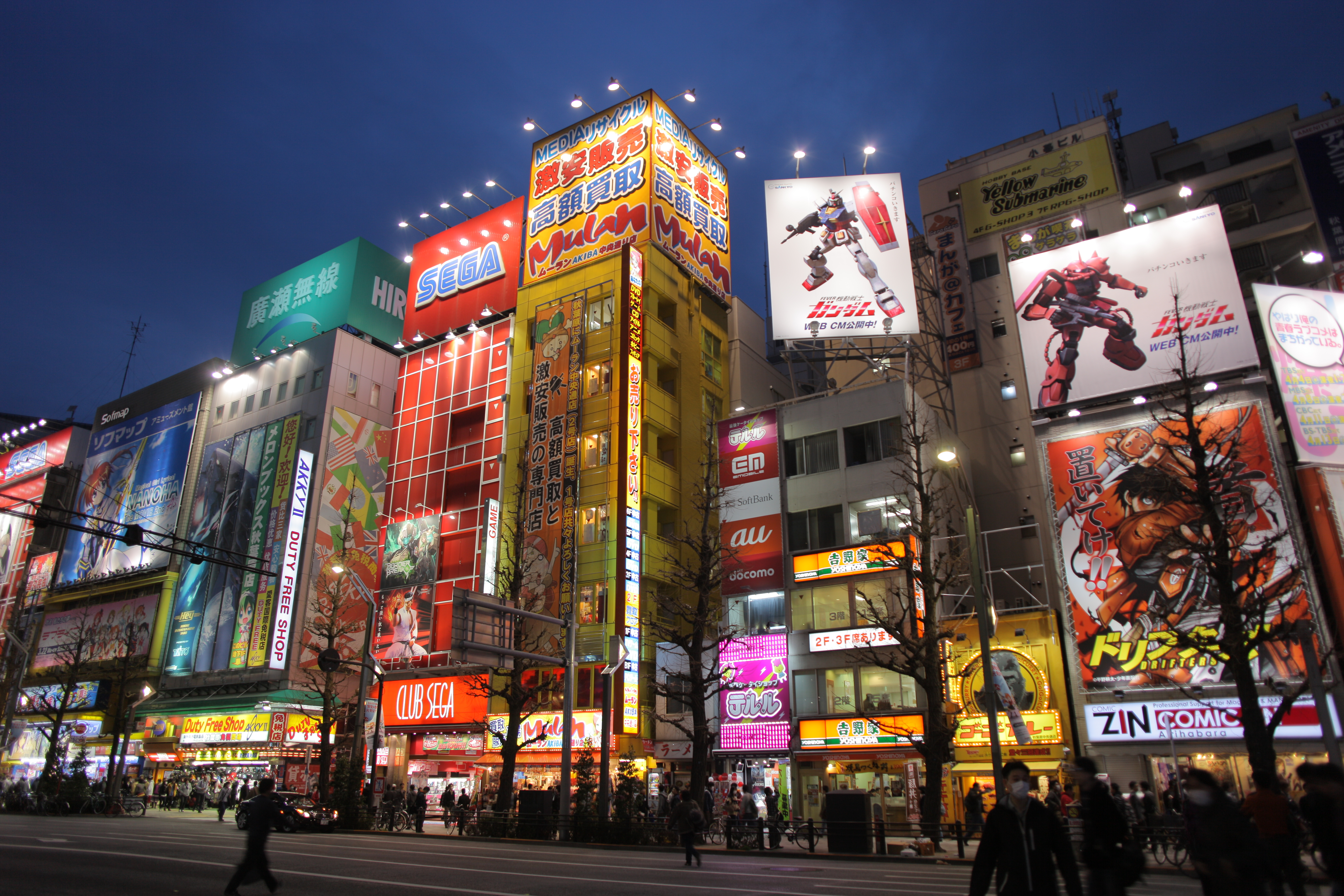
도쿄의 아키하바라는 일본의 애니메이션과 만화 팬들 및 오타쿠 하위문화로 유명하다

일본의 애니메이션 산업은 430개 이상의 제작사들을 포함하며, 그 중에는 도에이 애니메이션, 가이낙스, 매드하우스, 곤조, 선라이즈, 본즈, TMS 엔터테인먼트, 닛폰 애니메이션, P.A.WORKS, 피에로, 스튜디오 지브리 등이 있다. 이 중 많은 제작사들이 업계단체인 일본동화협회에 속해 있다. 애니메이션 산업 노동자의 노조연합인 일본 애니메이터・연출 협회(日本アニメーター・演出協会)도 있다. 제작사들은 스튜디오 지브리의 센과 치히로의 행방불명 등 더 복잡하고 비용이 드는 계획에 참여하기도 한다. 애니메이션 한 화를 제작하는 데에는 10만에서 30만 미국 달러 정도가 든다. 2001년, 애니메이션은 일본 영상 시장에서 7%를 차지했는데, 이는 실사 영화의 시장 점유율인 4.6%보다 크다. 일본 애니메이션의 유명세와 성공은 DVD 시장의 수익성을 통해 볼 수 있는데, 이는 전체 판매의 약 70%를 차지한다. 일본의 텔레비전 방송국들으로의 프로그램 수주도 증가해왔는데, 이는 성인층을 대상으로 한 심야 애니메이션으로 인한 것이다. 심야 애니메이션은 일본 외에서는 많이 유명하지는 않으며, 주로 "틈새시장"으로 여겨진다. 센과 치히로의 행방불명(2001년)은 일본 역사상 최대의 흥행을 기록한 영화이다. 신카이 마코토의 2016년 영화 너의 이름은.에 의해 따라잡힐 때까지 일본 애니메이션의 세계 최대 흥행이기도 했다. 애니메이션 영화는 매년 일본의 영화 흥행 기록의 큰 부분을 차지하는데, 2014년, 2015년, 그리고 2016년에는 최대 흥행 작품 10개 중 6개가 애니메이션 영화였다.

## 시장
일본무역진흥기구는 2005년 일본 국내의 애니메이션 시장을, 라이센스 제품 판매액 2조 엔 가량을 포함해, 2조 4천억 엔 가량의 규모로 집계했다. 일본무역진흥기구는 2004년도 일본 애니메이션의 해외 수출을 약 2조 엔 규모로 보고했다. 일본무역진흥기구는 2005년 미국에서의 일본 애니메이션 시장을 약 5,200억 엔 규모로 집계했다. 일본무역진흥기구는 2005년 전 세계의 일본 애니메이션 시장을, 라이센스 제품 판매액을 포함해, 약 10조 엔 규모로 성장할 것으로 전망했다. 2017년 중화인민공화국에서의 일본 애니메이션 시장은 약 210억 달러 규모로 추산되며, 2020년까지 310억 달러 규모로 성장할 것으로 전망된다.

## 수상
일본의 애니메이션 업계에서는 매년 최고의 작품을 선정하여 시상하고 있다. 일본에서의 주요 시상식들으로는 오후지 노부로 상(大藤信郎賞), 마이니치 영화 콩쿠르 애니메이션 영화상, 애니메이션 고베, 문화청 미디어 예술제 애니메이션 부문, 도쿄 애니메이션 어워드, 일본 아카데미상 애니메이션 작품상 등이 있다. 일본의 애니메이션 작품들은 아카데미 장편 애니메이션 작품상이나 황금곰상 등 국제 영화제에서도 수상하거나 후보에 올라 왔다.

## 같이 보기
- 일본동화협회
- 젋은 애니메이터 육성 프로젝트
- 도쿄 국제 애니메이션 페어
- 애니메이터

## 참고 문헌
- Brenner, Robin (2007). 《Understanding Manga and Anime》. Libraries Unlimited. ISBN 978-1-59158-332-5.